# Протонотарий
Протонотарий (греч. Προτονοταριϊ) — первый или главный секретарь высшей судебной инстанции; в Константинопольском патриархате второе после патриарха лицо. В Средние века протонотарий заведовал делопроизводством патриархата, по повелению патриарха составлял тексты указов, адресованных патриаршим сановникам и другим властям, докладывал патриарху дела, дважды в год проверял деятельность юристов, выступавших от имени церкви, и лиц, чьи иски рассматривались в церковных судах, проверял достоверность и законность церковных документов. 
Папские или апостольские протонотарии образуют коллегию (протонотариат) из 12 выдающихся духовных сановников, к ведению которой относятся церковные торжественные акты, в т.ч. процедуры канонизации святых, завещания кардиналов. Протонотариат сопровождает папу в поездках за пределами Ватикана.